# آنجلا لی
آنجلا لی (انگلیسی: Angela Lee؛ زادهٔ ۸ ژوئیهٔ ۱۹۹۶) ورزشکار هنرهای رزمی ترکیبی و تکواندوکار اهل کانادا است. وی از سال ۲۰۱۵ میلادی تاکنون مشغول فعالیت بوده‌است.